# Pablo de Lucas
Pablo de Lucas Torres (Elche, 20 de setembro de 1986) é um futebolista profissional espanhol que atua como meio-campo. Atualmente, joga no Xanthi FC.

## Carreira
Pablo começou a carreira na base do Sporting de Gijón. Em 2016, ele assinou um contrato de dois anos com o Xanthi FC.